# الغاسول
الغاسول هو أحد مستحضرات التجميل المصنوعة من الطين المعدني الطبيعي المستخرج من جبال الأطلس المغربية. يتم دمجه مع الماء لتنظيف الجسم، وقد استخدمته نساء شمال إفريقيا لعدة قرون للعناية ببشرتهن وشعرهن. يحتوي الغاسول على عناصر السيليكا والحديد والمغنيسيوم والبوتاسيوم والصوديوم والليثيوم والعناصر النزرة. 
يعود استخدام الغاسول إلى القرن الثامن. أما اليوم، فيستخدم الغاسول بشكل رئيسي في الحمامات المغربية التقليدية. جنبا إلى جنب مع الكيس (خرقة للتنظيف)، ويعد الغاسول بمثابة قناع للوجه و كمد للجسم. وهو يشبه غلاف الطين الغربي. الغرض منه هو تليين الجلد، وتقليل إفراز الزهم، وتجديد الجلد عن طريق إزالة الخلايا الميتة وإعادة توازن الجلد عن طريق شد المسام. 
يجلب الغاسول من المناجم المعروفة والوحيدة في العالم. والمطلة على سلسلة الأطلس المتوسط في وادي ملوية بمنطقة بولمان، على بعد 200 كيلومتر من مدينة فاس المغربية. 
«الغاسول لا يحل محل الشامبو، ولكن يمكن استخدامه على الشعر الدهني مرتين في الأسبوع، ومرة واحدة في الأسبوع على الشعر الجاف. لن يؤثر على لون الشعر المصبوغ». 